# 全国高等学校野球選手権大会 (大阪府勢)
全国高等学校野球選手権大会における大阪府勢の成績について記す。

## 全国中等学校優勝野球大会
| 大会                 | 代表校                  | 試合結果                 | 試合結果                    | 成績                     |
| -------------------- | ----------------------- | ------------------------ | --------------------------- | ------------------------ |
| 1916年（第2回大会）  | 市岡中（初出場）        | 1回戦                    | ○ 6 - 2 長野師範            | 準優勝                   |
| 1916年（第2回大会）  | 市岡中（初出場）        | 準々決勝                 | ○ 8 - 0 一関中              | 準優勝                   |
| 1916年（第2回大会）  | 市岡中（初出場）        | 準決勝                   | ○ 5 - 4 鳥取中（延長10回）  | 準優勝                   |
| 1916年（第2回大会）  | 市岡中（初出場）        | 決勝                     | ● 2 - 6 慶応普通部          | 準優勝                   |
| 1917年（第3回大会）  | 明星商（初出場）        | 1回戦                    | ● 3 - 5 慶応普通部          | ベスト8                  |
| 1917年（第3回大会）  | 明星商（初出場）        | 1回戦敗者復活            | ○ 8 - 2 長崎中              | ベスト8                  |
| 1917年（第3回大会）  | 明星商（初出場）        | 準々決勝                 | ● 1 - 2 愛知一中            | ベスト8                  |
| 1918年（第4回大会）  | 市岡中（2年ぶり2回目）  | （米騒動による大会中止） | （米騒動による大会中止）    | （米騒動による大会中止） |
| 1919年（第5回大会）  | 市岡中（2年連続3回目）  | 準々決勝                 | ● 0 - 2 長野師範            | 初戦敗退                 |
| 1920年（第6回大会）  | 明星商（3年ぶり2回目）  | 1回戦                    | ○ 6 - 2 一関中              | ベスト8                  |
| 1920年（第6回大会）  | 明星商（3年ぶり2回目）  | 準々決勝                 | ● 0 - 19 松山商             | ベスト8                  |
| 1921年（第7回大会）  | 市岡中（2年ぶり4回目）  | 2回戦                    | ● 4 - 5 盛岡中              | 初戦敗退                 |
| 1922年（第8回大会）  | 市岡中（2年連続5回目）  | 1回戦                    | ● 5 - 8 松山商              | 初戦敗退                 |
| 1923年（第9回大会）  | 明星商（3年ぶり3回目）  | 1回戦                    | ● 1 - 2 新潟商              | 初戦敗退                 |
| 1924年（第10回大会） | 市岡中（2年ぶり6回目）  | 2回戦                    | ○ 8 - 5 北海中              | ベスト8                  |
| 1924年（第10回大会） | 市岡中（2年ぶり6回目）  | 準々決勝                 | ● 3 - 6 大連商              | ベスト8                  |
| 1925年（第11回大会） | 市岡中（2年連続7回目）  | 2回戦                    | ● 1 - 3 長崎商              | 初戦敗退                 |
| 1926年（第12回大会） | 浪華商（初出場）        | 1回戦                    | ● 2 - 3 大連商              | 初戦敗退                 |
| 1927年（第13回大会） | 北野中（初出場）        | 1回戦                    | ○ 4 - 3 大連商              | 2回戦                    |
| 1927年（第13回大会） | 北野中（初出場）        | 2回戦                    | ● 1 - 8 高松商              | 2回戦                    |
| 1928年（第14回大会） | 豊中中（初出場）        | 2回戦                    | ● 6 - 7 北海中（延長11回）  | 初戦敗退                 |
| 1929年（第15回大会） | 市岡中（4年ぶり8回目）  | 1回戦                    | ○ 11 - 0 青島中             | ベスト8                  |
| 1929年（第15回大会） | 市岡中（4年ぶり8回目）  | 2回戦                    | ○ 14 - 4 鹿児島商           | ベスト8                  |
| 1929年（第15回大会） | 市岡中（4年ぶり8回目）  | 準々決勝                 | ● 0 - 1 鳥取一中            | ベスト8                  |
| 1930年（第16回大会） | 浪華商（2年ぶり2回目）  | 1回戦                    | ● 4 - 14 広島商             | 初戦敗退                 |
| 1931年（第17回大会） | 八尾中（初出場）        | 1回戦                    | ● 5 - 6 平安中              | 初戦敗退                 |
| 1932年（第18回大会） | 八尾中（2年連続2回目）  | 2回戦                    | ○ 2 - 0 京都師範            | ベスト8                  |
| 1932年（第18回大会） | 八尾中（2年連続2回目）  | 準々決勝                 | ● 0 - 3 明石中              | ベスト8                  |
| 1933年（第19回大会） | 浪華商（3年ぶり3回目）  | 1回戦                    | ○ 12 - 3 盛岡中             | 2回戦                    |
| 1933年（第19回大会） | 浪華商（3年ぶり3回目）  | 2回戦                    | ● 2 - 3 中京商              | 2回戦                    |
| 1934年（第20回大会） | 市岡中（5年ぶり9回目）  | 1回戦                    | ○ 3x - 2 台北商（延長11回） | ベスト4                  |
| 1934年（第20回大会） | 市岡中（5年ぶり9回目）  | 2回戦                    | ○ 1 - 0 享栄商              | ベスト4                  |
| 1934年（第20回大会） | 市岡中（5年ぶり9回目）  | 準々決勝                 | ○ 13 - 4 京城商             | ベスト4                  |
| 1934年（第20回大会） | 市岡中（5年ぶり9回目）  | 準決勝                   | ● 0 - 4 熊本工              | ベスト4                  |
| 1935年（第21回大会） | 日新商（初出場）        | 1回戦                    | ○ 3 - 1 福島師範            | 2回戦                    |
| 1935年（第21回大会） | 日新商（初出場）        | 2回戦                    | ● 10 - 11 呉港中            | 2回戦                    |
| 1936年（第22回大会） | 京阪商（初出場）        | 1回戦                    | ○ 5x - 4 松山商             | ベスト8                  |
| 1936年（第22回大会） | 京阪商（初出場）        | 2回戦                    | ○ 5 - 4 静岡商              | ベスト8                  |
| 1936年（第22回大会） | 京阪商（初出場）        | 準々決勝                 | ● 1 - 3 桐生中              | ベスト8                  |
| 1937年（第23回大会） | 浪華商（4年ぶり4回目）  | 1回戦                    | ● 3 - 4 平安中              | 初戦敗退                 |
| 1938年（第24回大会） | 京阪商（2年ぶり2回目）  | 2回戦                    | ○ 2 - 1 福岡工              | ベスト8                  |
| 1938年（第24回大会） | 京阪商（2年ぶり2回目）  | 準々決勝                 | ● 4 - 11 高崎商             | ベスト8                  |
| 1939年（第25回大会） | 京阪商（2年連続3回目）  | 2回戦                    | ● 1 - 2 島田商              | 初戦敗退                 |
| 1940年（第26回大会） | 市岡中（6年ぶり10回目） | 2回戦                    | ○ 7 - 1 富山商              | ベスト4                  |
| 1940年（第26回大会） | 市岡中（6年ぶり10回目） | 準々決勝                 | ○ 4 - 0 東邦商              | ベスト4                  |
| 1940年（第26回大会） | 市岡中（6年ぶり10回目） | 準決勝                   | ● 2 - 6 島田商              | ベスト4                  |
| 1946年（第28回大会） | 浪華商（9年ぶり5回目）  | 2回戦                    | ○ 11 - 2 和歌山中           | 優勝                     |
| 1946年（第28回大会） | 浪華商（9年ぶり5回目）  | 準々決勝                 | ○ 6 - 0 函館中              | 優勝                     |
| 1946年（第28回大会） | 浪華商（9年ぶり5回目）  | 準決勝                   | ○ 9 - 0 東京高師付中        | 優勝                     |
| 1946年（第28回大会） | 浪華商（9年ぶり5回目）  | 決勝                     | ○ 2 - 0 京都二中            | 優勝                     |
| 1947年（第29回大会） | 浪華商（2年連続6回目）  | 2回戦                    | ● 2 - 4 仙台二中            | 初戦敗退                 |

## 全国高等学校野球選手権大会
| 大会                  | 代表校                                         | 試合結果                                       | 試合結果                                       | 成績                                           |
| --------------------- | ---------------------------------------------- | ---------------------------------------------- | ---------------------------------------------- | ---------------------------------------------- |
| 1948年（第30回大会）  | 天王寺（初出場）                               | 2回戦                                          | ● 2 - 4 関西                                   | 初戦敗退                                       |
| 1949年（第31回大会）  | 高津（初出場）                                 | 2回戦                                          | ● 3 - 5 倉敷工                                 | 初戦敗退                                       |
| 1950年（第32回大会）  | 泉大津（初出場）                               | 1回戦                                          | ● 2 - 3 長良                                   | 初戦敗退                                       |
| 1951年（第33回大会）  | 都島工（初出場）                               | 1回戦                                          | ○ 7 - 5 早稲田実                               | ベスト8                                        |
| 1951年（第33回大会）  | 都島工（初出場）                               | 2回戦                                          | ○ 3 - 2 豊橋商                                 | ベスト8                                        |
| 1951年（第33回大会）  | 都島工（初出場）                               | 準々決勝                                       | ● 1 - 2x 平安（延長10回）                      | ベスト8                                        |
| 1952年（第34回大会）  | 八尾（20年ぶり3回目）                          | 2回戦                                          | ○ 6 - 0 盛岡商                                 | 準優勝                                         |
| 1952年（第34回大会）  | 八尾（20年ぶり3回目）                          | 準々決勝                                       | ○ 4 - 0 松山商                                 | 準優勝                                         |
| 1952年（第34回大会）  | 八尾（20年ぶり3回目）                          | 準決勝                                         | ○ 1 - 0 長崎商                                 | 準優勝                                         |
| 1952年（第34回大会）  | 八尾（20年ぶり3回目）                          | 決勝                                           | ● 1 - 4 芦屋                                   | 準優勝                                         |
| 1953年（第35回大会）  | 浪華商（6年ぶり7回目）                         | 2回戦                                          | ○ 3 - 0 東筑                                   | ベスト8                                        |
| 1953年（第35回大会）  | 浪華商（6年ぶり7回目）                         | 準々決勝                                       | ● 0 - 3 土佐                                   | ベスト8                                        |
| 1954年（第36回大会）  | 泉陽（初出場）                                 | 1回戦                                          | ○ 8 - 0 岐阜                                   | ベスト8                                        |
| 1954年（第36回大会）  | 泉陽（初出場）                                 | 2回戦                                          | ○ 3 - 0 千葉商                                 | ベスト8                                        |
| 1954年（第36回大会）  | 泉陽（初出場）                                 | 準々決勝                                       | ● 1 - 2 静岡商                                 | ベスト8                                        |
| 1955年（第37回大会）  | 浪華商（2年ぶり8回目）                         | 1回戦                                          | ● 2 - 3 新宮                                   | 初戦敗退                                       |
| 1956年（第38回大会）  | 浪華商（2年連続9回目）                         | 2回戦                                          | ○ 10 - 1 秋田                                  | ベスト8                                        |
| 1956年（第38回大会）  | 浪華商（2年連続9回目）                         | 準々決勝                                       | ● 2 - 4 平安                                   | ベスト8                                        |
| 1957年（第39回大会）  | 寝屋川（初出場）                               | 1回戦                                          | ○ 3 - 1 黒沢尻工                               | 2回戦                                          |
| 1957年（第39回大会）  | 寝屋川（初出場）                               | 2回戦                                          | ● 0 - 1 早稲田実（延長11回）                   | 2回戦                                          |
| 1958年（第40回大会）  | 浪華商（2年ぶり10回目）                        | 1回戦                                          | ● 0 - 2 魚津                                   | 初戦敗退                                       |
| 1959年（第41回大会）  | 八尾（7年ぶり4回目）                           | 1回戦                                          | ○ 1 - 0 滝川                                   | ベスト4                                        |
| 1959年（第41回大会）  | 八尾（7年ぶり4回目）                           | 2回戦                                          | ○ 7x - 6 若狭（延長10回）                      | ベスト4                                        |
| 1959年（第41回大会）  | 八尾（7年ぶり4回目）                           | 準々決勝                                       | ○ 3 - 2 天理                                   | ベスト4                                        |
| 1959年（第41回大会）  | 八尾（7年ぶり4回目）                           | 準決勝                                         | ● 1 - 5 西条                                   | ベスト4                                        |
| 1960年（第42回大会）  | 浪商（2年ぶり11回目）                          | 1回戦                                          | ○ 3 - 2 西条                                   | 2回戦                                          |
| 1960年（第42回大会）  | 浪商（2年ぶり11回目）                          | 2回戦                                          | ● 0 - 4 法政二                                 | 2回戦                                          |
| 1961年（第42回大会）  | 浪商（2年連続12回目）                          | 1回戦                                          | ○ 1 - 0 浜松商                                 | 優勝                                           |
| 1961年（第42回大会）  | 浪商（2年連続12回目）                          | 2回戦                                          | ○ 2 - 1 銚子商                                 | 優勝                                           |
| 1961年（第42回大会）  | 浪商（2年連続12回目）                          | 準々決勝                                       | ○ 14 - 0 中京商                                | 優勝                                           |
| 1961年（第42回大会）  | 浪商（2年連続12回目）                          | 準決勝                                         | ○ 4 - 2 法政二（延長11回）                     | 優勝                                           |
| 1961年（第42回大会）  | 浪商（2年連続12回目）                          | 決勝                                           | ○ 1 - 0 桐蔭                                   | 優勝                                           |
| 1962年（第44回大会）  | PL学園（初出場）                               | 1回戦                                          | ○ 6 - 0 金沢                                   | 2回戦                                          |
| 1962年（第44回大会）  | PL学園（初出場）                               | 2回戦                                          | ● 2 - 5 日大三                                 | 2回戦                                          |
| 1963年（第45回大会）  | 明星（40年ぶり4回目）                          | 2回戦                                          | ○ 6 - 0 大垣商                                 | 優勝                                           |
| 1963年（第45回大会）  | 明星（40年ぶり4回目）                          | 3回戦                                          | ○ 11 - 0 甲府商                                | 優勝                                           |
| 1963年（第45回大会）  | 明星（40年ぶり4回目）                          | 準々決勝                                       | ○ 4x - 3 九州学院                              | 優勝                                           |
| 1963年（第45回大会）  | 明星（40年ぶり4回目）                          | 準決勝                                         | ○ 5 - 0 横浜                                   | 優勝                                           |
| 1963年（第45回大会）  | 明星（40年ぶり4回目）                          | 決勝                                           | ○ 2 - 1 下関商                                 | 優勝                                           |
| 1964年（第46回大会）  | 明星（2年連続5回目）                           | 1回戦                                          | ● 4 - 6 大府                                   | 初戦敗退                                       |
| 1965年（第47回大会）  | 大鉄（初出場）                                 | 1回戦                                          | ● 3 - 4x 秋田（延長13回）                      | 初戦敗退                                       |
| 1966年（第48回大会）  | 北陽（初出場）                                 | 1回戦                                          | ○ 6 - 2 福島商                                 | 2回戦                                          |
| 1966年（第48回大会）  | 北陽（初出場）                                 | 2回戦                                          | ● 1 - 10 桐生                                  | 2回戦                                          |
| 1967年（第49回大会）  | 明星（3年ぶり6回目）                           | 1回戦                                          | ● 0 - 9 中京                                   | 初戦敗退                                       |
| 1968年（第50回大会）  | 興国（初出場）                                 | 1回戦                                          | ○ 5 - 0 金沢桜丘                               | 優勝                                           |
| 1968年（第50回大会）  | 興国（初出場）                                 | 2回戦                                          | ○ 1 - 0 飯塚商                                 | 優勝                                           |
| 1968年（第50回大会）  | 興国（初出場）                                 | 3回戦                                          | ○ 2 - 0 星林                                   | 優勝                                           |
| 1968年（第50回大会）  | 興国（初出場）                                 | 準々決勝                                       | ○ 5 - 1 三重                                   | 優勝                                           |
| 1968年（第50回大会）  | 興国（初出場）                                 | 準決勝                                         | ○ 14 - 0 興南                                  | 優勝                                           |
| 1968年（第50回大会）  | 興国（初出場）                                 | 決勝                                           | ○ 1 - 0 静岡商                                 | 優勝                                           |
| 1969年（第51回大会）  | 明星（2年ぶり7回目）                           | 1回戦                                          | ○ 1 - 0 宮崎商                                 | 2回戦                                          |
| 1969年（第51回大会）  | 明星（2年ぶり7回目）                           | 2回戦                                          | ● 1 - 2 三沢                                   | 2回戦                                          |
| 1970年（第52回大会）  | PL学園（8年ぶり2回目）                         | 1回戦                                          | ○ 2x - 1 磐城（延長11回）                      | 準優勝                                         |
| 1970年（第52回大会）  | PL学園（8年ぶり2回目）                         | 2回戦                                          | ○ 2 - 0 銚子商                                 | 準優勝                                         |
| 1970年（第52回大会）  | PL学園（8年ぶり2回目）                         | 準々決勝                                       | ○ 7 - 0 大分商                                 | 準優勝                                         |
| 1970年（第52回大会）  | PL学園（8年ぶり2回目）                         | 準決勝                                         | ○ 16 - 5 高松商                                | 準優勝                                         |
| 1970年（第52回大会）  | PL学園（8年ぶり2回目）                         | 決勝                                           | ● 6 - 10 東海大相模                            | 準優勝                                         |
| 1971年（第53回大会）  | PL学園（2年連続3回目）                         | 1回戦                                          | ● 3 - 8 郡山                                   | 初戦敗退                                       |
| 1972年（第54回大会）  | 明星（3年ぶり8回目）                           | 1回戦                                          | ○ 5 - 0 東筑                                   | ベスト8                                        |
| 1972年（第54回大会）  | 明星（3年ぶり8回目）                           | 2回戦                                          | ○ 6 - 1 海星                                   | ベスト8                                        |
| 1972年（第54回大会）  | 明星（3年ぶり8回目）                           | 準々決勝                                       | ● 0 - 1x 津久見                                | ベスト8                                        |
| 1973年（第55回大会）  | 北陽（7年ぶり2回目）                           | 2回戦                                          | ○ 1 - 0 秋田                                   | ベスト8                                        |
| 1973年（第55回大会）  | 北陽（7年ぶり2回目）                           | 3回戦                                          | ○ 1 - 0 高鍋                                   | ベスト8                                        |
| 1973年（第55回大会）  | 北陽（7年ぶり2回目）                           | 準々決勝                                       | ● 2 - 6 今治西                                 | ベスト8                                        |
| 1974年（第56回大会）  | PL学園（2年ぶり4回目）                         | 2回戦                                          | ● 1 - 5 銚子商                                 | 初戦敗退                                       |
| 1975年（第57回大会）  | 興国（7年ぶり2回目）                           | 1回戦                                          | ○ 4 - 3 仙台育英                               | 2回戦                                          |
| 1975年（第57回大会）  | 興国（7年ぶり2回目）                           | 2回戦                                          | ● 4 - 5 日南                                   | 2回戦                                          |
| 1976年（第58回大会）  | PL学園（2年ぶり5回目）                         | 2回戦                                          | ○ 1 - 0 松商学園                               | 準優勝                                         |
| 1976年（第58回大会）  | PL学園（2年ぶり5回目）                         | 3回戦                                          | ○ 1 - 0 柳川商                                 | 準優勝                                         |
| 1976年（第58回大会）  | PL学園（2年ぶり5回目）                         | 準々決勝                                       | ○ 9 - 3 中京                                   | 準優勝                                         |
| 1976年（第58回大会）  | PL学園（2年ぶり5回目）                         | 準決勝                                         | ○ 3 - 2 海星                                   | 準優勝                                         |
| 1976年（第58回大会）  | PL学園（2年ぶり5回目）                         | 決勝                                           | ● 3 - 4x 桜美林（延長11回）                    | 準優勝                                         |
| 1977年（第59回大会）  | 大鉄（12年ぶり2回目）                          | 1回戦                                          | ○ 8 - 4 土岐商                                 | ベスト4                                        |
| 1977年（第59回大会）  | 大鉄（12年ぶり2回目）                          | 2回戦                                          | ○ 7 - 0 酒田工                                 | ベスト4                                        |
| 1977年（第59回大会）  | 大鉄（12年ぶり2回目）                          | 3回戦                                          | ○ 10x - 6 津久見                               | ベスト4                                        |
| 1977年（第59回大会）  | 大鉄（12年ぶり2回目）                          | 準々決勝                                       | ○ 2 - 1 高知                                   | ベスト4                                        |
| 1977年（第59回大会）  | 大鉄（12年ぶり2回目）                          | 準決勝                                         | ● 3 - 5 東邦                                   | ベスト4                                        |
| 1978年（第60回大会）  | PL学園（2年ぶり6回目）                         | 2回戦                                          | ○ 5 - 2 日川                                   | 優勝                                           |
| 1978年（第60回大会）  | PL学園（2年ぶり6回目）                         | 3回戦                                          | ○ 2 - 0 熊本工大                               | 優勝                                           |
| 1978年（第60回大会）  | PL学園（2年ぶり6回目）                         | 準々決勝                                       | ○ 1 - 0 県岐阜商                               | 優勝                                           |
| 1978年（第60回大会）  | PL学園（2年ぶり6回目）                         | 準決勝                                         | ○ 5x - 4 中京（延長12回）                      | 優勝                                           |
| 1978年（第60回大会）  | PL学園（2年ぶり6回目）                         | 決勝                                           | ○ 3x - 2 高知商                                | 優勝                                           |
| 1979年（第61回大会）  | 浪商（18年ぶり13回目）                         | 1回戦                                          | ○ 3 - 2 上尾（延長11回）                       | ベスト4                                        |
| 1979年（第61回大会）  | 浪商（18年ぶり13回目）                         | 2回戦                                          | ○ 4 - 0 倉敷商                                 | ベスト4                                        |
| 1979年（第61回大会）  | 浪商（18年ぶり13回目）                         | 3回戦                                          | ○ 9 - 1 広島商                                 | ベスト4                                        |
| 1979年（第61回大会）  | 浪商（18年ぶり13回目）                         | 準々決勝                                       | ○ 10 - 0 比叡山                                | ベスト4                                        |
| 1979年（第61回大会）  | 浪商（18年ぶり13回目）                         | 準決勝                                         | ● 0 - 2 池田                                   | ベスト4                                        |
| 1980年（第62回大会）  | 北陽（7年ぶり3回目）                           | 1回戦                                          | ● 0 - 6 早稲田実                               | 初戦敗退                                       |
| 1981年（第63回大会）  | 北陽（2年連続4回目）                           | 1回戦                                          | ○ 7 - 3 海星                                   | 3回戦                                          |
| 1981年（第63回大会）  | 北陽（2年連続4回目）                           | 2回戦                                          | ○ 2 - 1 浜松西                                 | 3回戦                                          |
| 1981年（第63回大会）  | 北陽（2年連続4回目）                           | 3回戦                                          | ● 1 - 2x 名古屋電気（延長12回）                | 3回戦                                          |
| 1982年（第64回大会）  | 春日丘（初出場）                               | 1回戦                                          | ○ 3 - 2 丸子実                                 | 2回戦                                          |
| 1982年（第64回大会）  | 春日丘（初出場）                               | 2回戦                                          | ● 2 - 6 法政二                                 | 2回戦                                          |
| 1983年（第65回大会）  | PL学園（5年ぶり7回目）                         | 1回戦                                          | ○ 6 - 2 所沢商                                 | 優勝                                           |
| 1983年（第65回大会）  | PL学園（5年ぶり7回目）                         | 2回戦                                          | ○ 7 - 0 中津工                                 | 優勝                                           |
| 1983年（第65回大会）  | PL学園（5年ぶり7回目）                         | 3回戦                                          | ○ 6 - 2 東海大一                               | 優勝                                           |
| 1983年（第65回大会）  | PL学園（5年ぶり7回目）                         | 準々決勝                                       | ○ 10 - 9 高知商                                | 優勝                                           |
| 1983年（第65回大会）  | PL学園（5年ぶり7回目）                         | 準決勝                                         | ○ 7 - 0 池田                                   | 優勝                                           |
| 1983年（第65回大会）  | PL学園（5年ぶり7回目）                         | 決勝                                           | ○ 3 - 0 横浜商                                 | 優勝                                           |
| 1984年（第66回大会）  | PL学園（2年連続8回目）                         | 1回戦                                          | ○ 14 - 1 享栄                                  | 準優勝                                         |
| 1984年（第66回大会）  | PL学園（2年連続8回目）                         | 2回戦                                          | ○ 9 - 1 明石                                   | 準優勝                                         |
| 1984年（第66回大会）  | PL学園（2年連続8回目）                         | 3回戦                                          | ○ 9 - 1 都城                                   | 準優勝                                         |
| 1984年（第66回大会）  | PL学園（2年連続8回目）                         | 準々決勝                                       | ○ 2 - 1 松山商                                 | 準優勝                                         |
| 1984年（第66回大会）  | PL学園（2年連続8回目）                         | 準決勝                                         | ○ 3 - 2 金足農                                 | 準優勝                                         |
| 1984年（第66回大会）  | PL学園（2年連続8回目）                         | 決勝                                           | ● 8 - 4 取手二（延長10回）                     | 準優勝                                         |
| 1985年（第67回大会）  | PL学園（3年連続9回目）                         | 2回戦                                          | ○ 29 - 7 東海大山形                            | 優勝                                           |
| 1985年（第67回大会）  | PL学園（3年連続9回目）                         | 3回戦                                          | ○ 3 - 0 津久見                                 | 優勝                                           |
| 1985年（第67回大会）  | PL学園（3年連続9回目）                         | 準々決勝                                       | ○ 6 - 3 高知商                                 | 優勝                                           |
| 1985年（第67回大会）  | PL学園（3年連続9回目）                         | 準決勝                                         | ○ 15 - 2 甲西                                  | 優勝                                           |
| 1985年（第67回大会）  | PL学園（3年連続9回目）                         | 決勝                                           | ○ 4x - 3 宇部商                                | 優勝                                           |
| 1986年（第68回大会）  | 泉州（初出場）                                 | 1回戦                                          | ● 3 - 10 浦和学院                              | 初戦敗退                                       |
| 1987年（第69回大会）  | PL学園（2年ぶり10回目）                        | 1回戦                                          | ○ 7 - 2 中央                                   | 優勝 春夏連覇                                  |
| 1987年（第69回大会）  | PL学園（2年ぶり10回目）                        | 2回戦                                          | ○ 7 - 2 九州学院                               | 優勝 春夏連覇                                  |
| 1987年（第69回大会）  | PL学園（2年ぶり10回目）                        | 3回戦                                          | ○ 4 - 0 高岡商                                 | 優勝 春夏連覇                                  |
| 1987年（第69回大会）  | PL学園（2年ぶり10回目）                        | 準々決勝                                       | ○ 4 - 1 習志野                                 | 優勝 春夏連覇                                  |
| 1987年（第69回大会）  | PL学園（2年ぶり10回目）                        | 準決勝                                         | ○ 12 - 5 帝京                                  | 優勝 春夏連覇                                  |
| 1987年（第69回大会）  | PL学園（2年ぶり10回目）                        | 決勝                                           | ○ 5 - 2 常総学院                               | 優勝 春夏連覇                                  |
| 1988年（第70回大会）  | 近大付（初出場）                               | 1回戦                                          | ● 1 - 2 宇都宮学園                             | 初戦敗退                                       |
| 1989年（第71回大会）  | 上宮（初出場）                                 | 1回戦                                          | ○ 10 - 3 丸子実                                | ベスト8                                        |
| 1989年（第71回大会）  | 上宮（初出場）                                 | 2回戦                                          | ○ 1 - 0 東亜学園                               | ベスト8                                        |
| 1989年（第71回大会）  | 上宮（初出場）                                 | 3回戦                                          | ○ 15 - 1 八幡商                                | ベスト8                                        |
| 1989年（第71回大会）  | 上宮（初出場）                                 | 準々決勝                                       | ● 2 - 10 仙台育英                              | ベスト8                                        |
| 1990年（第72回大会）  | 渋谷（初出場）                                 | 2回戦                                          | ● 4 - 8 宇部商（延長10回）                     | 初戦敗退                                       |
| 1991年（第73回大会）  | 大阪桐蔭（初出場）                             | 2回戦                                          | ○ 11 - 3 樹徳                                  | 優勝                                           |
| 1991年（第73回大会）  | 大阪桐蔭（初出場）                             | 3回戦                                          | ○ 4 - 3 秋田（延長11回）                       | 優勝                                           |
| 1991年（第73回大会）  | 大阪桐蔭（初出場）                             | 準々決勝                                       | ○ 11 - 2 帝京                                  | 優勝                                           |
| 1991年（第73回大会）  | 大阪桐蔭（初出場）                             | 準決勝                                         | ○ 7 - 1 星稜                                   | 優勝                                           |
| 1991年（第73回大会）  | 大阪桐蔭（初出場）                             | 決勝                                           | ○ 13 - 8 沖縄水産                              | 優勝                                           |
| 1992年（第74回大会）  | 近大付（4年ぶり2回目）                         | 1回戦                                          | ○ 5 - 0 松商学園                               | 2回戦                                          |
| 1992年（第74回大会）  | 近大付（4年ぶり2回目）                         | 2回戦                                          | ● 4 - 6 北陸（延長12回）                       | 2回戦                                          |
| 1993年（第75回大会）  | 近大付（2年連続3回目）                         | 1回戦                                          | ○ 9 - 1 青森山田                               | 2回戦                                          |
| 1993年（第75回大会）  | 近大付（2年連続3回目）                         | 2回戦                                          | ● 1 - 4 常総学院                               | 2回戦                                          |
| 1994年（第76回大会）  | 北陽（13年ぶり5回目）                          | 1回戦                                          | ○ 5 - 2 富山商                                 | 3回戦                                          |
| 1994年（第76回大会）  | 北陽（13年ぶり5回目）                          | 2回戦                                          | ○ 10 - 2 市川                                  | 3回戦                                          |
| 1994年（第76回大会）  | 北陽（13年ぶり5回目）                          | 3回戦                                          | ● 5 - 6x 仙台育英                              | 3回戦                                          |
| 1995年（第77回大会）  | PL学園（7年ぶり11回目）                        | 1回戦                                          | ○ 12 - 3 北海道工                              | ベスト8                                        |
| 1995年（第77回大会）  | PL学園（7年ぶり11回目）                        | 2回戦                                          | ○ 3 - 1 城北                                   | ベスト8                                        |
| 1995年（第77回大会）  | PL学園（7年ぶり11回目）                        | 3回戦                                          | ○ 10 - 5 日大藤沢                              | ベスト8                                        |
| 1995年（第77回大会）  | PL学園（7年ぶり11回目）                        | 準々決勝                                       | ● 6 - 8 智弁学園                               | ベスト8                                        |
| 1996年（第78回大会）  | PL学園（2年連続12回目）                        | 1回戦                                          | ○ 4 - 0 旭川工                                 | 3回戦                                          |
| 1996年（第78回大会）  | PL学園（2年連続12回目）                        | 2回戦                                          | ○ 11 - 4 県岐阜商                              | 3回戦                                          |
| 1996年（第78回大会）  | PL学園（2年連続12回目）                        | 3回戦                                          | ● 6 - 7 高陽東                                 | 3回戦                                          |
| 1997年（第79回大会）  | 履正社（初出場）                               | 2回戦                                          | ● 1 - 2 専大北上                               | 初戦敗退                                       |
| 1998年（第80回大会）  | 関大一（北大阪・初出場）                       | 1回戦                                          | ○ 4 - 2 日本航空                               | ベスト8                                        |
| 1998年（第80回大会）  | 関大一（北大阪・初出場）                       | 2回戦                                          | ○ 4x - 3 尽誠学園（延長10回）                  | ベスト8                                        |
| 1998年（第80回大会）  | 関大一（北大阪・初出場）                       | 3回戦                                          | ○ 12 - 1 滑川                                  | ベスト8                                        |
| 1998年（第80回大会）  | 関大一（北大阪・初出場）                       | 準々決勝                                       | ● 2 - 11 明徳義塾                              | ベスト8                                        |
| 1998年（第80回大会）  | PL学園（南大阪・2年ぶり13回目）                | 1回戦                                          | ○ 6 - 2 八千代松陰                             | ベスト8                                        |
| 1998年（第80回大会）  | PL学園（南大阪・2年ぶり13回目）                | 2回戦                                          | ○ 2 - 1 岡山城東                               | ベスト8                                        |
| 1998年（第80回大会）  | PL学園（南大阪・2年ぶり13回目）                | 3回戦                                          | ○ 5 - 1 佐賀学園                               | ベスト8                                        |
| 1998年（第80回大会）  | PL学園（南大阪・2年ぶり13回目）                | 準々決勝                                       | ● 7 - 9 横浜（延長17回）                       | ベスト8                                        |
| 1999年（第81回大会）  | 北陽（5年ぶり6回目）                           | 1回戦                                          | ● 3 - 4 甲府工                                 | 初戦敗退                                       |
| 2000年（第82回大会）  | PL学園（2年ぶり14回目）                        | 1回戦                                          | ○ 7 - 0 札幌南                                 | 3回戦                                          |
| 2000年（第82回大会）  | PL学園（2年ぶり14回目）                        | 2回戦                                          | ○ 9 - 4 明徳義塾                               | 3回戦                                          |
| 2000年（第82回大会）  | PL学園（2年ぶり14回目）                        | 3回戦                                          | ● 7 - 11 智弁和歌山                            | 3回戦                                          |
| 2001年（第83回大会）  | 上宮太子（初出場）                             | 1回戦                                          | ● 4 - 15 常総学院                              | 初戦敗退                                       |
| 2002年（第84回大会）  | 大阪桐蔭（11年ぶり2回目）                      | 1回戦                                          | ● 3 - 5 東邦                                   | 初戦敗退                                       |
| 2003年（第85回大会）  | PL学園（3年ぶり15回目）                        | 1回戦                                          | ○ 13 - 1 雪谷                                  | 2回戦                                          |
| 2003年（第85回大会）  | PL学園（3年ぶり15回目）                        | 2回戦                                          | ● 2 - 4 福井商                                 | 2回戦                                          |
| 2004年（第86回大会）  | PL学園（2年連続16回目）                        | 2回戦                                          | ● 5 - 8 日大三                                 | 初戦敗退                                       |
| 2005年（第87回大会）  | 大阪桐蔭（3年ぶり3回目）                       | 1回戦                                          | ○ 9 - 7 春日部共栄                             | ベスト4                                        |
| 2005年（第87回大会）  | 大阪桐蔭（3年ぶり3回目）                       | 2回戦                                          | ○ 8 - 1 藤代                                   | ベスト4                                        |
| 2005年（第87回大会）  | 大阪桐蔭（3年ぶり3回目）                       | 3回戦                                          | ○ 4 - 1 清峰                                   | ベスト4                                        |
| 2005年（第87回大会）  | 大阪桐蔭（3年ぶり3回目）                       | 準々決勝                                       | ○ 6 - 4 東北                                   | ベスト4                                        |
| 2005年（第87回大会）  | 大阪桐蔭（3年ぶり3回目）                       | 準決勝                                         | ● 5 - 6 駒大苫小牧（延長10回）                 | ベスト4                                        |
| 2006年（第88回大会）  | 大阪桐蔭（2年連続4回目）                       | 1回戦                                          | ○ 11 - 6 横浜                                  | 2回戦                                          |
| 2006年（第88回大会）  | 大阪桐蔭（2年連続4回目）                       | 2回戦                                          | ● 2 - 11 早稲田実                              | 2回戦                                          |
| 2007年（第89回大会）  | 金光大阪（初出場）                             | 1回戦                                          | ● 3 - 6 神村学園                               | 初戦敗退                                       |
| 2008年（第90回大会）  | 大阪桐蔭（北大阪・2年ぶり5回目）               | 1回戦                                          | ○ 16 - 2 日田林工                              | 優勝                                           |
| 2008年（第90回大会）  | 大阪桐蔭（北大阪・2年ぶり5回目）               | 2回戦                                          | ○ 6x - 5 金沢（延長10回）                      | 優勝                                           |
| 2008年（第90回大会）  | 大阪桐蔭（北大阪・2年ぶり5回目）               | 3回戦                                          | ○ 7 - 5 東邦                                   | 優勝                                           |
| 2008年（第90回大会）  | 大阪桐蔭（北大阪・2年ぶり5回目）               | 準々決勝                                       | ○ 7 - 4 報徳学園                               | 優勝                                           |
| 2008年（第90回大会）  | 大阪桐蔭（北大阪・2年ぶり5回目）               | 準決勝                                         | ○ 9 - 4 横浜                                   | 優勝                                           |
| 2008年（第90回大会）  | 大阪桐蔭（北大阪・2年ぶり5回目）               | 決勝                                           | ○ 17 - 0 常葉菊川                              | 優勝                                           |
| 2008年（第90回大会）  | 近大付（南大阪・15年ぶり4回目）                | 1回戦                                          | ● 1 - 3 千葉経大付                             | 初戦敗退                                       |
| 2009年（第91回大会）  | PL学園（5年ぶり17回目）                        | 2回戦                                          | ○ 6 - 3 聖光学院                               | 3回戦                                          |
| 2009年（第91回大会）  | PL学園（5年ぶり17回目）                        | 3回戦                                          | ● 3 - 6 県岐阜商                               | 3回戦                                          |
| 2010年（第92回大会）  | 履正社（13年ぶり2回目）                        | 2回戦                                          | ○ 4 - 1 天理                                   | 3回戦                                          |
| 2010年（第92回大会）  | 履正社（13年ぶり2回目）                        | 3回戦                                          | ● 2 - 5 聖光学院                               | 3回戦                                          |
| 2011年（第93回大会）  | 東大阪大柏原（初出場）                         | 1回戦                                          | ○ 8 - 1 至学館                                 | 2回戦                                          |
| 2011年（第93回大会）  | 東大阪大柏原（初出場）                         | 2回戦                                          | ● 4 - 7 如水館（延長10回）                     | 2回戦                                          |
| 2012年（第94回大会）  | 大阪桐蔭（4年ぶり6回目）                       | 2回戦                                          | ○ 8 - 2 木更津総合                             | 優勝 春夏連覇                                  |
| 2012年（第94回大会）  | 大阪桐蔭（4年ぶり6回目）                       | 3回戦                                          | ○ 6 - 2 済々黌                                 | 優勝 春夏連覇                                  |
| 2012年（第94回大会）  | 大阪桐蔭（4年ぶり6回目）                       | 準々決勝                                       | ○ 8 - 1 天理                                   | 優勝 春夏連覇                                  |
| 2012年（第94回大会）  | 大阪桐蔭（4年ぶり6回目）                       | 準決勝                                         | ○ 4 - 0 明徳義塾                               | 優勝 春夏連覇                                  |
| 2012年（第94回大会）  | 大阪桐蔭（4年ぶり6回目）                       | 決勝                                           | ○ 3 - 0 光星学院                               | 優勝 春夏連覇                                  |
| 2013年（第95回大会）  | 大阪桐蔭（2年連続7回目）                       | 1回戦                                          | ○ 10 - 2 日本文理                              | 3回戦                                          |
| 2013年（第95回大会）  | 大阪桐蔭（2年連続7回目）                       | 2回戦                                          | ○ 4x - 3 日川（延長10回）                      | 3回戦                                          |
| 2013年（第95回大会）  | 大阪桐蔭（2年連続7回目）                       | 3回戦                                          | ● 1 - 5 明徳義塾                               | 3回戦                                          |
| 2014年（第96回大会）  | 大阪桐蔭（3年連続8回目）                       | 1回戦                                          | ○ 7 - 6 開星                                   | 優勝                                           |
| 2014年（第96回大会）  | 大阪桐蔭（3年連続8回目）                       | 2回戦                                          | ○ 5 - 3 明徳義塾                               | 優勝                                           |
| 2014年（第96回大会）  | 大阪桐蔭（3年連続8回目）                       | 3回戦                                          | ○ 10 - 0 八頭                                  | 優勝                                           |
| 2014年（第96回大会）  | 大阪桐蔭（3年連続8回目）                       | 準々決勝                                       | ○ 5 - 2 健大高崎                               | 優勝                                           |
| 2014年（第96回大会）  | 大阪桐蔭（3年連続8回目）                       | 準決勝                                         | ○ 15 - 9 敦賀気比                              | 優勝                                           |
| 2014年（第96回大会）  | 大阪桐蔭（3年連続8回目）                       | 決勝                                           | ○ 4 - 3 三重                                   | 優勝                                           |
| 2015年（第97回大会）  | 大阪偕星（初出場）                             | 1回戦                                          | ○ 7 - 3 比叡山（延長10回）                     | 2回戦                                          |
| 2015年（第97回大会）  | 大阪偕星（初出場）                             | 2回戦                                          | ● 9 - 10x 九州国際大付                         | 2回戦                                          |
| 2016年（第98回大会）  | 履正社（6年ぶり3回目）                         | 1回戦                                          | ○ 5 - 1 高川学園                               | 3回戦                                          |
| 2016年（第98回大会）  | 履正社（6年ぶり3回目）                         | 2回戦                                          | ○ 5 - 1 横浜                                   | 3回戦                                          |
| 2016年（第98回大会）  | 履正社（6年ぶり3回目）                         | 3回戦                                          | ● 4 - 7 常総学院                               | 3回戦                                          |
| 2017年（第99回大会）  | 大阪桐蔭（3年ぶり9回目）                       | 1回戦                                          | ○ 8 - 1 米子松蔭                               | 3回戦                                          |
| 2017年（第99回大会）  | 大阪桐蔭（3年ぶり9回目）                       | 2回戦                                          | ○ 2 - 1 智弁和歌山                             | 3回戦                                          |
| 2017年（第99回大会）  | 大阪桐蔭（3年ぶり9回目）                       | 3回戦                                          | ● 1 - 2x 仙台育英                              | 3回戦                                          |
| 2018年（第100回大会） | 大阪桐蔭（北大阪・2年連続10回目）              | 1回戦                                          | ○ 3 - 1 作新学院                               | 優勝 春夏連覇                                  |
| 2018年（第100回大会） | 大阪桐蔭（北大阪・2年連続10回目）              | 2回戦                                          | ○ 10 - 4 沖学園                                | 優勝 春夏連覇                                  |
| 2018年（第100回大会） | 大阪桐蔭（北大阪・2年連続10回目）              | 3回戦                                          | ○ 3 - 1 高岡商                                 | 優勝 春夏連覇                                  |
| 2018年（第100回大会） | 大阪桐蔭（北大阪・2年連続10回目）              | 準々決勝                                       | ○ 11 - 2 浦和学院                              | 優勝 春夏連覇                                  |
| 2018年（第100回大会） | 大阪桐蔭（北大阪・2年連続10回目）              | 準決勝                                         | ○ 5 - 2 済美                                   | 優勝 春夏連覇                                  |
| 2018年（第100回大会） | 大阪桐蔭（北大阪・2年連続10回目）              | 決勝                                           | ○ 13 - 2 金足農                                | 優勝 春夏連覇                                  |
| 2018年（第100回大会） | 近大付（南大阪・10年ぶり5回目）                | 1回戦                                          | ● 0 - 2 前橋育英                               | 初戦敗退                                       |
| 2019年（第101回大会） | 履正社（3年ぶり4回目）                         | 1回戦                                          | ○ 11 - 6 霞ヶ浦                                | 優勝                                           |
| 2019年（第101回大会） | 履正社（3年ぶり4回目）                         | 2回戦                                          | ○ 7 - 3 津田学園                               | 優勝                                           |
| 2019年（第101回大会） | 履正社（3年ぶり4回目）                         | 3回戦                                          | ○ 9 - 4 高岡商                                 | 優勝                                           |
| 2019年（第101回大会） | 履正社（3年ぶり4回目）                         | 準々決勝                                       | ○ 7 - 3 関東第一                               | 優勝                                           |
| 2019年（第101回大会） | 履正社（3年ぶり4回目）                         | 準決勝                                         | ○ 7 - 1 明石商                                 | 優勝                                           |
| 2019年（第101回大会） | 履正社（3年ぶり4回目）                         | 決勝                                           | ○ 5 - 3 星稜                                   | 優勝                                           |
| 2020年（第102回大会） | （新型コロナウイルス感染症流行による大会中止） | （新型コロナウイルス感染症流行による大会中止） | （新型コロナウイルス感染症流行による大会中止） | （新型コロナウイルス感染症流行による大会中止） |
| 2021年（第103回大会） | 大阪桐蔭（3年ぶり11回目）                      | 1回戦                                          | ○ 7 - 4 東海大菅生（8回降雨コールド）          | 2回戦                                          |
| 2021年（第103回大会） | 大阪桐蔭（3年ぶり11回目）                      | 2回戦                                          | ● 4 - 6 近江                                   | 2回戦                                          |
| 2022年（第104回大会） | 大阪桐蔭（2年連続12回目）                      | 1回戦                                          | ○ 6 - 3 旭川大                                 | ベスト8                                        |
| 2022年（第104回大会） | 大阪桐蔭（2年連続12回目）                      | 2回戦                                          | ○ 19 - 0 聖望学園                              | ベスト8                                        |
| 2022年（第104回大会） | 大阪桐蔭（2年連続12回目）                      | 3回戦                                          | ○ 4 - 0 二松学舎大付                           | ベスト8                                        |
| 2022年（第104回大会） | 大阪桐蔭（2年連続12回目）                      | 準々決勝                                       | ● 4 - 5 下関国際                               | ベスト8                                        |
| 2023年（第105回大会） | 履正社（4年ぶり5回目）                         | 1回戦                                          | ○ 6 - 0 鳥取商                                 | 3回戦                                          |
| 2023年（第105回大会） | 履正社（4年ぶり5回目）                         | 2回戦                                          | ○ 10 - 4 高知中央                              | 3回戦                                          |
| 2023年（第105回大会） | 履正社（4年ぶり5回目）                         | 3回戦                                          | ● 3 - 4 仙台育英                               | 3回戦                                          |
| 2024年（第106回大会） | 大阪桐蔭（2年ぶり13回目）                      | 1回戦                                          | ○ 5 - 0 興南                                   | 2回戦                                          |
| 2024年（第106回大会） | 大阪桐蔭（2年ぶり13回目）                      | 2回戦                                          | ● 0 - 3 小松大谷                               | 2回戦                                          |
| 2025年（第107回大会） | 東大阪大柏原（14年ぶり2回目）                  | 2回戦                                          | ● 0 - 3 尽誠学園                               | 初戦敗退                                       |

## 通算成績
| 出場 | 試合 | 勝利 | 敗戦 | 引分 | 勝率 | 優勝 | 準優勝 | ベスト4 | ベスト8 |
| ---- | ---- | ---- | ---- | ---- | ---- | ---- | ------ | ------- | ------- |
| 107  | 278  | 185  | 93   | 0    | .665 | 14   | 5      | 6       | 19      |

## 学校別成績
| 校名         | 出場 | 勝敗     | 直近出場 | 最高成績 | 前身校       |
| ------------ | ---- | -------- | -------- | -------- | ------------ |
| PL学園       | 17回 | 48勝13敗 | 2009年   | 優勝4回  |              |
| 大体大浪商   | 13回 | 17勝11敗 | 1979年   | 優勝2回  | 浪華商・浪商 |
| 大阪桐蔭     | 13回 | 42勝8敗  | 2024年   | 優勝5回  |              |
| 市岡         | 10回 | 11勝9敗  | 1940年   | 準優勝   | 市岡中       |
| 明星         | 8回  | 10勝8敗  | 1972年   | 優勝1回  | 明星商       |
| 関大北陽     | 6回  | 7勝6敗   | 1999年   | ベスト8  | 北陽         |
| 履正社       | 5回  | 11勝4敗  | 2023年   | 優勝1回  |              |
| 近大付       | 5回  | 2勝5敗   | 2018年   | 2回戦    |              |
| 八尾         | 4回  | 7勝4敗   | 1959年   | 準優勝   | 八尾中       |
| 芦間         | 3回  | 3勝3敗   | 1939年   | ベスト8  | 京阪商       |
| 興国         | 2回  | 7勝1敗   | 1975年   | 優勝1回  |              |
| 阪南大       | 2回  | 4勝2敗   | 1977年   | ベスト4  | 大鉄         |
| 東大阪大柏原 | 2回  | 1勝2敗   | 2025年   | 2回戦    |              |
| 上宮         | 1回  | 3勝1敗   | 1989年   | ベスト8  |              |
| 関大一       | 1回  | 3勝1敗   | 1998年   | ベスト8  |              |
| 都島工       | 1回  | 2勝1敗   | 1951年   | ベスト8  |              |
| 泉陽         | 1回  | 2勝1敗   | 1954年   | ベスト8  |              |
| 北野         | 1回  | 1勝1敗   | 1927年   | 2回戦    | 北野中       |
| 日新         | 1回  | 1勝1敗   | 1935年   | 2回戦    | 日新商       |
| 寝屋川       | 1回  | 1勝1敗   | 1957年   | 2回戦    |              |
| 春日丘       | 1回  | 1勝1敗   | 1982年   | 2回戦    |              |
| 大阪偕星     | 1回  | 1勝1敗   | 2015年   | 2回戦    |              |
| 豊中         | 1回  | 0勝1敗   | 1928年   | 初戦敗退 | 豊中中       |
| 天王寺       | 1回  | 0勝1敗   | 1948年   | 初戦敗退 |              |
| 高津         | 1回  | 0勝1敗   | 1949年   | 初戦敗退 |              |
| 泉大津       | 1回  | 0勝1敗   | 1950年   | 初戦敗退 |              |
| 近大泉州     | 1回  | 0勝1敗   | 1986年   | 初戦敗退 | 泉州         |
| 渋谷         | 1回  | 0勝1敗   | 1990年   | 初戦敗退 |              |
| 上宮太子     | 1回  | 0勝1敗   | 2001年   | 初戦敗退 |              |
| 金光大阪     | 1回  | 0勝1敗   | 2007年   | 初戦敗退 |              |